# 175
| 175                |
| ------------------ |
| Dødsfald - Fødsler |
|                    |

| Gregoriansk kalender | 175 CLXXV               |
| Ab urbe condita      | 928                     |
| Armensk kalender     | I/T                     |
| Kinesiske kalender   | 2871 – 2872 甲寅 – 乙卯 |
| Etiopisk kalender    | 167 – 168               |
| Jødisk kalender      | 3935 – 3936             |
| Hindukalendere       |                         |
| - Vikram Samvat      | 230 – 231               |
| - Shaka Samvat       | 97 – 98                 |
| - Kali Yuga          | 3276 – 3277             |
| Iransk kalender      | 447 BP – 446 BP         |
| Islamisk kalender    | 461 BH – 460 BH         |

Se også 175 (tal)